# آرتور باکس
آرتور باکس (انگلیسی: Arthur Box; ۱۸ سپتامبر ۱۸۸۴ – ۷ ژوئن ۱۹۶۰) بازیکن فوتبال اهل بریتانیا بود.
از باشگاه‌هایی که در آن بازی کرده‌است می‌توان به باشگاه فوتبال استوک سیتی، باشگاه فوتبال کرو آلکساندرا، باشگاه فوتبال پورت ویل و باشگاه فوتبال بیرمنگام سیتی اشاره کرد.